# Hermann Lietz
Pour les articles homonymes, voir Lietz.
 (mars 2025).
Si vous disposez d'ouvrages ou d'articles de référence ou si vous connaissez des sites web de qualité traitant du thème abordé ici, merci de compléter l'article en donnant les références utiles à sa vérifiabilité et en les liant à la section « Notes et références ».
Hermann Lietz (Dumgenevitz, 28 avril 1868 — Haubinda, 12 juin 1919) est un pédagogue réformateur allemand, fondateur des Écoles à la campagne (de), à la fois internats et « lieux de vie », en Allemagne.

## Biographie

### Formation
Fils d'agronome, le contact avec la nature et les animaux exercèrent sur Hermann Lietz une influence marquante. Il fréquenta les lycées des villes hanseates de Greifswald et Stralsund, puis étudia la théologie, la philosophie, l'histoire et la littérature à l'université de Halle de 1888 à 1891. Il présenta un mémoire sur « La Société selon la philosophie d'Auguste Comte » préparé sous la direction de  Rudolf Eucken, pour passer l'examen national de pasteur (1892) et se présenter au concours de professeur de philosophie. Il associait la pensée d'Eucken à un protestantisme social et ouvert, qui inspira sa propre pédagogie pratique. Au sein du séminaire pédagogique de Wilhelm Rein (de) et des séances de travaux dirigés, puis lors de sa préparation à l'examen national de théologien, il s'intéressa aux thèses antisémites de Paul de Lagarde .

### Enseignant et chef de file

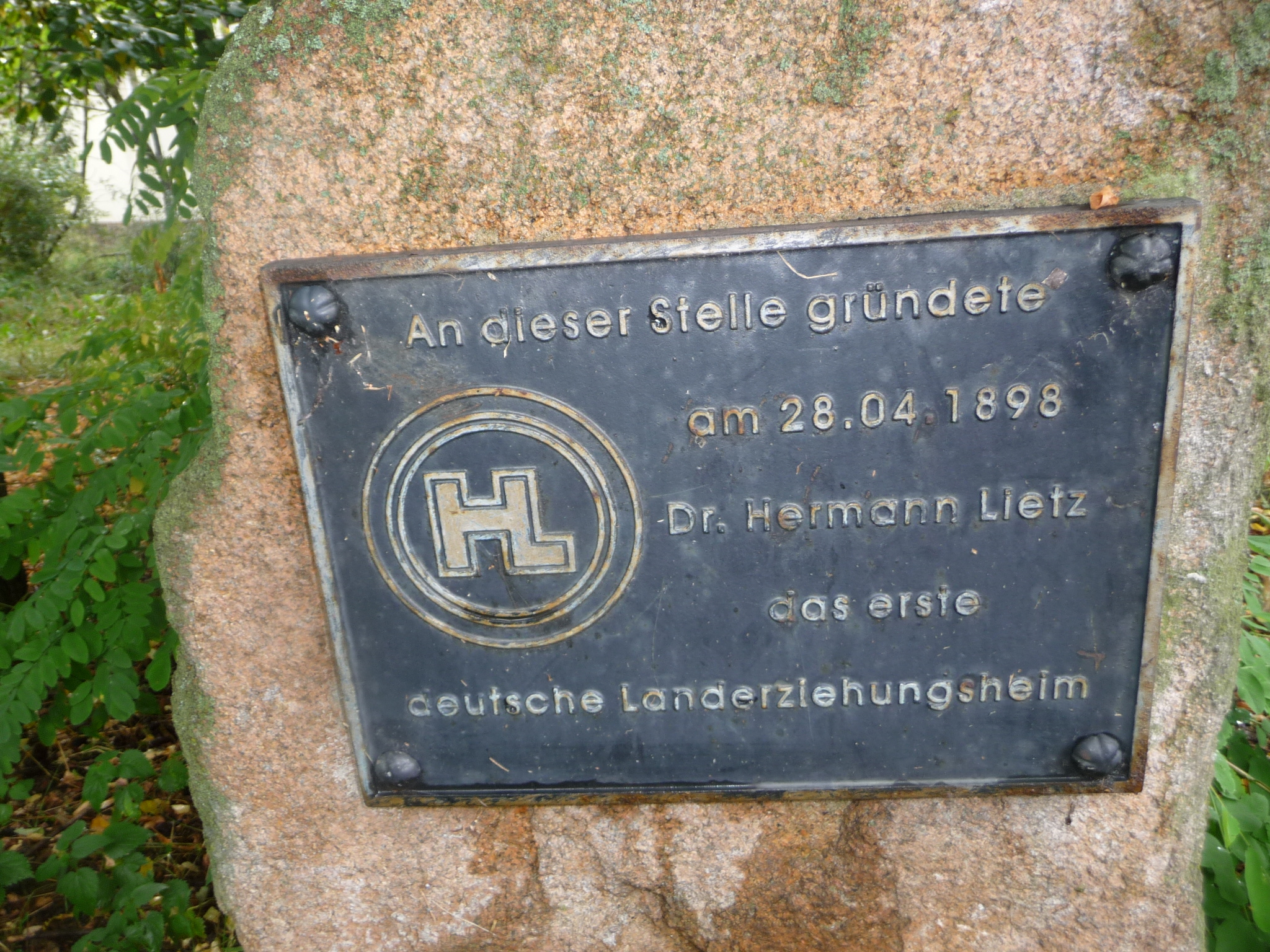
Plaque commémorative à Ilsenburg.

Enseignant depuis 1892 à Iéna, il obtint un premier poste de titulaire en 1895 au collège Krieger’s de Kötzschenbroda. Lietz caressait déjà l'idée d'une réforme pédagogique, qui prit forme à l'occasion d'un séjour à l'hiver 1896-97 chez Cecil Reddie à Abbotsholme en Angleterre (le titre de son essai fondateur : « Emlohstobba » (1897) rappelle d'ailleurs ce séjour sous forme d'anagramme). Le jour de son anniversaire en 1898, il établit sa propre école dans l'ancienne poudrerie d'Ilsenburg, (au pied des monts du Hartz), qu'il plaça sous la direction de Gustav Wyneken, puis ouvrit en 1900 une école de jeunes filles à Stolpe-am-Wannsee (1904, transférée par la suite à Gaienhofen sur les bords du lac de Constance), et placée sous la direction de sa future belle-mère, Bertha von Petersenn, dont il épousa la fille Jutta en 1911. D'autres écoles Hermann-Lietz virent le jour : la plus célèbre, celle d'Haubinda en Thuringe (1901), confiée à Paul Geheeb, et de Langenbieber dans le château Bieberstein en Hesse (1904), placée en 1906 sous la direction de Ludwig Wunder (de). Lietz conservait, outre la supervision générale de toutes ces écoles, la gestion des pensionnats : conformément à son testament, sa succession fut assurée à sa mort par Alfred Andreesen (de).

### Émancipation sociale
Lietz considérait son œuvre éducative comme une contribution à l'émancipation sociale et à la réforme de la société. Ses écoles, contrairement à celles de la ville, devaient permettre à des enfants d'un milieu défavorisé de s'épanouir et de se former : ce n'est qu'à la campagne, dans un cadre sain et naturel, que ses ambitions éducatives pourraient se réaliser ; mais à cause du groupement des classes les premières années, cet objectif ne fut que partiellement atteint. C'est pourquoi il décida en 1914 de créer un pensionnat d'orphelins dans l'ancien moulin de Grovesmühle (L.W.H.) à Veckenstedt. Ses successeurs ouvriront d'autres écoles de plein-air au château d'Ettersburg (1923), de Buchenau (1924), sur l'île de Spiekeroog en Mer du Nord (1928) et à Hohenwehrda (1941).

### La fondation Lietz
Mais depuis 1911, Lietz désirait grouper ses internats au sein d'une fondation ; ce processus ne put toutefois être engagé qu'en 1920, après sa mort. La fondation Lietz gère aujourd'hui encore trois des quatre pensionnats d'origine (Haubinda, Bieberstein, Hohenwehrda) ; celui de Spiekeroog bénéficie d'une large autonomie. Les écoles pratiquent les méthodes actives, et les classes de niveau sont supprimées : Lietz était en effet opposé à toute forme de groupement, et ses écoles furent reconnues par l’État allemand comme une expérimentation de la Coéducation.

## Publications
- Reform der Schule durch Reformschulen. Écrits mineurs édités par R. Koerrenz. Iéna (2005) (coll. Pädagogische Reform in Quellen vol. 1)
- Des Vaterlandes Not und Hoffnung. Veckenstedt (1919)
- Lebenserinnerungen. Weimar (1935)
- Freseni. Veckenstedt (Hartz) sans date
- Emlohstobba. Roman oder Wirklichkeit? Bilder aus dem deutschen Schulleben der Vergangenheit, Gegenwart oder Zukunft? Berlin (1897)